# إيلدر غرانجا
إيلدر غرانجا (بالبرتغالية: Élder Granja‏) هو لاعب كرة قدم برازيلي في مركز ظهير ‏، ولد في 2 يوليو 1982 في سانتوس في البرازيل. لعب مع أتلتيكو باراناينسي وأتلتيكو غويانيينسي وأتلتيكو مينيرو وجمعية بورتوغيزا الرياضية وسبورت ريسيفي ونادي إنترناسيونال ونادي بالميراس ونادي جوفنتودي ونادي سانتوس ونادي ساو كايتانو ونادي فاسكو دا غاما ونادي كورينثيانس ألاغوانو.

## وصلات خارجية
- إيلدر غرانجا على موقع قاعدة بيانات كرة القدم.إي يو (الإنجليزية)